# Wolde-Emmanuel Fesseha
Wolde-Emmanuel Fesseha, noto negli Stati Uniti d'America come Fishaa (1º aprile 1948), è un ex calciatore etiope, di ruolo centrocampista.

## Carriera

### Club
Iniziò la carriera nel St. George, militandovi dal 1964 al 1970, con cui vince tre campionati, mentre a  livello internazionale raggiunge la semifinale della Coppa dei Campioni d'Africa 1967.
Nel 1971 si trasferisce negli Stati Uniti d'America, ove gioca nella rappresentativa calcistica dell'Università della California di Los Angeles, ateneo in cui era presente una piccola comunità etiope, allenati da Dennis Storer.
Dal 1973 al 1978 gioca anche per il Maccabi L.A., con cui vince quattro National Challenge Cup. Nella finale della National Challenge Cup 1973, vinta contro il Cleveland Inter, segnò una delle reti che garantirono il successo dei californiani.
Nel 1975 viene ingaggiato dai L.A. Aztecs, franchigia della North American Soccer League. Nella stagione 1975 raggiunge con gli Aztecs i quarti di finale dei playoff per il titolo. Fesseha risulta in rosa agli Aztecs anche la stagione seguente, pur non venendo mai schierato.
Nel 1977 passa alla franchigia dell'American Soccer League dei Santa Barbara Condors, con cui ottenne il 4º posto nella West Division, non accedendo alla fase finale del torneo.

### Nazionale
Ha giocato con la nazionale etiope almeno dal 1959 al 1969, partecipando a tre edizioni della Coppa d'Africa, vincendo l'edizione 1962, nella quale fu schierato titolare nella finale.

## Statistiche

### Cronologia presenze e reti in nazionale[3]
| Cronologia completa delle presenze e delle reti in nazionale ― Etiopia | Cronologia completa delle presenze e delle reti in nazionale ― Etiopia | Cronologia completa delle presenze e delle reti in nazionale ― Etiopia | Cronologia completa delle presenze e delle reti in nazionale ― Etiopia | Cronologia completa delle presenze e delle reti in nazionale ― Etiopia | Cronologia completa delle presenze e delle reti in nazionale ― Etiopia | Cronologia completa delle presenze e delle reti in nazionale ― Etiopia | Cronologia completa delle presenze e delle reti in nazionale ― Etiopia |
| Data                                                                   | Città                                                                  | In casa                                                                | Risultato                                                              | Ospiti                                                                 | Competizione                                                           | Reti                                                                   | Note                                                                   |
| ---------------------------------------------------------------------- | ---------------------------------------------------------------------- | ---------------------------------------------------------------------- | ---------------------------------------------------------------------- | ---------------------------------------------------------------------- | ---------------------------------------------------------------------- | ---------------------------------------------------------------------- | ---------------------------------------------------------------------- |
| 12-11-1965                                                             | Tunisi                                                                 | Tunisia                                                                | 4 – 0                                                                  | Etiopia                                                                | Coppa d'Africa 1965 - 1º turno                                         | -                                                                      |                                                                        |
| 19-11-1965                                                             | Tunisi                                                                 | Tunisia                                                                | 5 – 1                                                                  | Etiopia                                                                | Coppa d'Africa 1965 - 1º turno                                         | -                                                                      |                                                                        |
| 11-1-1968                                                              | Addis Abeba                                                            | Etiopia                                                                | 2 – 1                                                                  | Uganda                                                                 | Coppa d'Africa 1968 - 1º turno                                         | -                                                                      |                                                                        |
| 14-1-1968                                                              | Addis Abeba                                                            | Etiopia                                                                | 1 – 0                                                                  | Costa d'Avorio                                                         | Coppa d'Africa 1968 - 1º turno                                         | -                                                                      |                                                                        |
| 16-1-1968                                                              | Addis Abeba                                                            | Etiopia                                                                | 3 – 1                                                                  | Algeria                                                                | Coppa d'Africa 1968 - 1º turno                                         | -                                                                      |                                                                        |
| 19-01-1968                                                             | Addis Abeba                                                            | Etiopia                                                                | 2 – 3                                                                  | Congo-Kinshasa                                                         | Coppa d'Africa 1968 - Semifinale                                       | -                                                                      |                                                                        |
| 21-01-1968                                                             | Addis Abeba                                                            | Etiopia                                                                | 0 – 1                                                                  | Costa d'Avorio                                                         | Coppa d'Africa 1968 - Finale 3º posto                                  | -                                                                      |                                                                        |
| 6-2-1970                                                               | Khartoum                                                               | Sudan                                                                  | 3 – 0                                                                  | Etiopia                                                                | Coppa d'Africa 1970 - 1º turno                                         | -                                                                      |                                                                        |
| 8-2-1970                                                               | Khartoum                                                               | Camerun                                                                | 3 – 2                                                                  | Etiopia                                                                | Coppa d'Africa 1970 - 1º turno                                         | -                                                                      |                                                                        |
| 10-2-1970                                                              | Khartoum                                                               | Costa d'Avorio                                                         | 6 – 1                                                                  | Etiopia                                                                | Coppa d'Africa 1970 - 1º turno                                         | -                                                                      |                                                                        |
| Totale                                                                 |                                                                        | Presenze                                                               | 10                                                                     |                                                                        | Reti                                                                   | 0                                                                      |                                                                        |

## Palmarès

### Club
- Campionato etiope: 3

Saint-George SA: 1966, 1967, 1968
- National Challenge Cup: 4

Maccabi Los Angeles: 1973, 1975, 1977, 1978